# Maria Ulfah Santoso
Maria Ulfah Santoso, född 1911, död 1988, var en indonesisk politiker. Hon blev den första indonesiska kvinna med en juridikexamen 1933, och blev den första kvinnliga ministern i Indonesien då hon 1946–1947 tjänstgjorde som socialminister. Hon var känd för sitt arbete som kvinnorättsaktivist.